# Résolution 482 du Conseil de sécurité des Nations unies
Membres permanents
- Chine
- États-Unis
- France
- Royaume-Uni
- URSS

Membres non permanents
- Allemagne de l'Est
- Bangladesh
- Jamaïque
- Mexico
- Niger
- Norvège
- Philippines
- Portugal
- Tunisie
- Zambie

Résolution no 481 Résolution no 483
La résolution 482 du Conseil de sécurité des Nations unies fut adoptée le 11 décembre 1980. Le Conseil a noté un rapport du Secrétaire général selon lequel, en raison des circonstances actuelles, la présence de la Force des Nations Unies chargée du maintien de la paix à Chypre (UNFICYP) continuerait d'être essentielle pour un règlement pacifique. Le Conseil a exprimé le souhait que toutes les parties soutiennent l'accord en dix points pour la reprise des pourparlers intercommunautaires et a prié le Secrétaire général de lui faire un rapport avant le 31 mai 1981 pour suivre la mise en œuvre de la résolution.
Le Conseil a réaffirmé ses résolutions antérieures, y compris la résolution 365, s'est déclaré préoccupé par la situation, a exhorté les parties concernées à œuvrer ensemble pour la paix et a une nouvelle fois prolongé le stationnement de la Force à Chypre, jusqu'au 15 juin 1981.
La résolution a été adoptée par 14 voix contre zéro, la République populaire de Chine n'a pas participé au vote.